# هدرزجیل
هدرزجیل (به انگلیسی: Hethersgill) یک روستا و محله مدنی در بریتانیا است که در کارلایل واقع شده‌است. هدرزجیل ۳۷۱ نفر جمعیت دارد.